# IPadOS
iPadOS(아이패드OS)은 애플의 아이패드전용 테블릿 컴퓨터 운영 체제이다. iPadOS는 2019년 9월에 출시되었으며 기존의 아이폰과 아이패드간의 기능을 차별화하기 위한 목적으로 개발했다. 애플이 자사제품에 iOS를 사용하지 않고 전용 OS를 새로 만들어 적용한 것은 iPadOS가 처음이다.

## 공식 지원 모델
공식적으로 지원되는 모델은 다음과 같다.
- 아이패드 에어 (2세대)
- 아이패드 에어 (3세대)
- 아이패드 에어 (4세대)
- 아이패드 (5세대)
- 아이패드 (6세대)
- 아이패드 (7세대)
- 아이패드 (8세대)
- 아이패드 (9세대)
- 아이패드 미니 4
- 아이패드 미니 (5세대)
- 아이패드 미니 (6세대)
- 아이패드 프로 (2세대)
- 아이패드 프로 (3세대)
- 아이패드 프로 (4세대)
- 아이패드 프로 (5세대)
- 아이패드 프로 (9.7 인치)
- 아이패드 프로 (10.5 인치)
- 아이패드 프로 (11 인치)
- 아이패드 프로 (12.9 인치 1세대)
- 아이패드 프로 (12.9 인치 2세대)
- 아이패드 프로 (12.9 인치 3세대)

주로 애플 A8/A8X 칩이거나 그 이상의 칩의 모델에서 지원된다. 또한, 아이패드 에어 (1세대), 아이패드 미니2, 아이패드 미니3를 포함하여, 1GB 램이 있는 장치를 지원하지 않는다. 마우스 지원도 가능하다.